# العلاقات الإيطالية الساموية
العلاقات الإيطالية الساموية هي العلاقات الثنائية التي تجمع بين إيطاليا وساموا.

## مقارنة بين البلدين
هذه مقارنة عامة ومرجعية للدولتين:
| وجه المقارنة                                              | إيطاليا                                                  | ساموا                        |
| --------------------------------------------------------- | -------------------------------------------------------- | ---------------------------- |
| المساحة (كم2)                                             | 301.34 ألف                                               | 2.84 ألف                     |
| عدد السكان (نسمة)                                         | 60.60 مليون                                              | 196.44 ألف                   |
| الكثافة السكانية (ن./كم²)                                 | 201.1                                                    | 69.17                        |
| العاصمة                                                   | روما، فلورنسا، تورينو                                    | أبيا                         |
| اللغة الرسمية                                             | اللغة الإيطالية                                          | لغة إنجليزية، اللغة الساموية |
| العملة                                                    | يورو، ليرة إيطالية                                       | تالا ساموي                   |
| الناتج المحلي الإجمالي (بليون دولار)                      | 1.93 تريليون                                             | 856.63 مليون                 |
| الناتج المحلي الإجمالي (تعادل القوة الشرائية) بليون دولار | 2.26 تريليون                                             | 1.15 مليار                   |
| الناتج المحلي الإجمالي الاسمي للفرد دولار أمريكي          | 29.96 ألف                                                | 3.94 ألف                     |
| الناتج المحلي الإجمالي للفرد دولار أمريكي                 | 35.46 ألف                                                | 5.79 ألف                     |
| مؤشر التنمية البشرية                                      | 0.873                                                    | 0.702                        |
| رمز المكالمات الدولي                                      | +39                                                      | +685                         |
| رمز الإنترنت                                              | .it                                                      | .ws                          |
| المنطقة الزمنية                                           | توقيت وسط أوروبا، ت ع م+01:00، ت ع م+02:00، أوروبا/روما ‏ | ت ع م+13:00                  |

## منظمات دولية مشتركة
يشترك البلدان في عضوية مجموعة من المنظمات الدولية، منها:
| علم المنظمة | اسم المنظمة                               | تاريخ انضمام إيطاليا | تاريخ انضمام ساموا |
| ----------- | ----------------------------------------- | -------------------- | ------------------ |
|             | يونسكو                                    | ?                    | 3 أبريل 1981       |
|             | مؤسسة التمويل الدولية                     | 27 ديسمبر 1956       | 28 يونيو 1974      |
|             | المركز الدولي لتسوية المنازعات الاستشارية | 28 أبريل 1971        | 25 مايو 1978       |
|             | بنك التنمية الآسيوي                       | 1966                 | 1966               |
|             | منظمة حظر الأسلحة الكيميائية              | ?                    | ?                  |
|             | مؤسسة التنمية الدولية                     | 24 سبتمبر 1960       | 28 يونيو 1974      |
|             | منظمة التجارة العالمية                    | 1995                 | ?                  |
|             | وكالة ضمان الاستثمار متعدد الأطراف        | 29 أبريل 1988        | 27 سبتمبر 2002     |
|             | الاتحاد البريدي العالمي                   | ?                    | ?                  |
|             | الاتحاد الدولي للاتصالات                  | 1866                 | 7 أكتوبر 1988      |
|             | منظمة الشرطة الجنائية الدولية             | ?                    | ?                  |
|             | الأمم المتحدة                             | 14 ديسمبر 1955       | 15 ديسمبر 1976     |
|             | البنك الدولي للإنشاء والتعمير             | 27 مارس 1947         | 28 يونيو 1974      |

## وصلات خارجية
- موقع وزارة الخارجية الإيطالية